# Bélgica en los Juegos Olímpicos de Ámsterdam 1928
Bélgica estuvo representada en los Juegos Olímpicos de Ámsterdam 1928 por un total de 187 deportistas que compitieron en 15 deportes.  

## Medallistas
El equipo olímpico belga obtuvo las siguientes medallas:
| Nombre                                           | Deporte     | Competición             |
| ------------------------------------------------ | ----------- | ----------------------- |
| Oro                                              |             |                         |
| —                                                |             |                         |
| Plata                                            |             |                         |
| Edmond Spapen                                    | Lucha libre | 56 kg M                 |
| Bronce                                           |             |                         |
| Léonard Steyaert                                 | Boxeo       | Medio (72,5 kg) M       |
| Georges Anthony François De Coninck Léon Flament | Remo        | Dos con timonel (M2+) M |